# Die Seeräuber-Jenny
Die Seeräuber-Jenny ist eine Ballade aus dem Theaterstück Die Dreigroschenoper von Bertolt Brecht (unter Mitarbeit von Franz Bruinier) und Kurt Weill. Sie gilt neben der Moritat von Mackie Messer als eines der bekanntesten und am häufigsten interpretierten Lieder Brechts.

## Entstehung
Die Entstehung des Textes wird um das Jahr 1926 angenommen. Brecht hatte ursprünglich vor, ihn in die Hauspostille einzubringen, arbeitete ihn aber stattdessen in die Dreigroschenoper ein. Die ursprüngliche Melodie stammte von Brecht und wurde 1926/27 von Franz Bruinier zu einer Orchesterfassung ausgearbeitet. Ab 1927 schuf Kurt Weill die veröffentlichte Musik zur Seeräuber-Jenny unter Beibehaltung der brechtschen Refrainmelodie.
Die Uraufführung erfolgte im August 1928 in der Dreigroschenoper, gesungen von Roma Bahn. Später verwendete Brecht 1933/34 in seinem einzigen abgeschlossenen Roman, dem Dreigroschenroman, die Ballade erneut.

## Form
Die Ballade ist in Brechts typischer Ablehnung der geformten Sprache sprachlich einfach gehalten, um der gesprochenen Sprache gerecht zu werden. Die vier Strophen der Ballade umfassen in der Bühnenfassung je zwölf Verse, im Roman hat die zweite Strophe bei gleichem Text durch einen zusätzlichen Zeilenumbruch einen Vers mehr. Die jeweils letzten drei Verse einer jeden Strophe bilden den Refrain.

## Vortrag und Inhalt
Das Lied wird in der Dreigroschenoper von der Figur der Polly auf ihrer Hochzeit vorgetragen, wobei Polly nicht mit der Ich-Figur der Ballade identisch ist (1. Szene, 2. Aufzug). In der Verfilmung der Dreigroschenoper von 1931 wird das Lied an anderer Stelle von Lotte Lenya, Kurt Weills Ehefrau, in der Rolle der Spelunken-Jenny gesungen. Im Dreigroschenroman wird es am Anfang des zehnten Kapitel des zweiten Buches als „Träume eines Küchenmädchens“ nicht mehr in Verbindung mit Polly gebracht.

Die Ich-Figur beschreibt ihr armseliges Dasein als Dienstmagd eines billigen Hotels und beschreibt eine phantastische Zukunft, in der ein Piratenschiff ihretwegen vor der Stadt aufkreuzt und alle, die sie verachtet haben, auf ihr Geheiß hin von den Seeräubern getötet werden.

### Textauszüge
Meine Herren, heute sehen Sie mich Gläser abwaschen

Und ich mache das Bett für jeden.

Und Sie geben mir einen Penny und ich bedanke mich schnell

Und Sie sehen meine Lumpen und dies lumpige Hotel

Und Sie wissen nicht, mit wem Sie reden.

Und Sie wissen nicht, mit wem Sie reden.

[...]

Und an diesem Mittag wird es still sein am Hafen

Wenn man fragt, wer wohl sterben muss.

Und dann werden Sie mich sagen hören: Alle!

Und wenn dann der Kopf fällt, sag ich: Hoppla!

Und das Schiff mit acht Segeln

Und mit fünfzig Kanonen

Wird entschwinden mit mir.

## Coverversionen
Die (zweite) englischsprachige Übersetzung als Pirate Jenny von Marc Blitzstein wurde 1954 bei der Aufführung der Threepenny Opera in New York ebenfalls wie in der Verfilmung von Lotte Lenya in der Rolle der Jenny gesungen.
Lange Jahre galt die Version von Lotte Lenya (auf Deutsch Neuaufnahme 1958 unter Leitung von Wilhelm Brückner-Rüggeberg) als beispielgebend. Nach Tom Lord wurde der Song in der englischsprachigen Fassung als Pirate Jenny zwischen 1964 und 1995 mehrmals gecovert, beispielsweise von Nina Simone, Turk Murphy, Kate Westbrook und instrumental von dem Sextet of Orchestra U.S.A. und Joachim Kühn. Es gibt Versionen von Lale Andersen, Juliette Gréco, Hildegard Knef, Esther & Abi Ofarim, Gisela May, Milva, Marianne Faithfull, Judy Collins, Freygang, Slut und Ute Lemper.

## Diverses
Der französische Titel dieses Liedes, La Fiancée du Pirate, wurde als Titel des gleichnamigen Films (1969) von Nelly Kaplan verwendet.
Der Film Dogville (2003) von Lars von Trier ist maßgeblich durch die Ballade von der Seeräuber-Jenny und von Brechts epischem Theater inspiriert.